# Coach (automobile)
Con il termine coach utilizzato in campo automobilistico, si intende un particolare tipo di carrozzeria per autovetture in uso fino alla metà del XX secolo.

## Definizione
Una carrozzeria coach era, nei primi decenni del Novecento, un tipo di carrozzeria chiusa con due porte, padiglione ad andamento analogo a quello di una berlina ed uno o al massimo due finestrini laterali per parte; se trainata da un cavallo, diviene una carrozza. Colui che guida il coach è esso stesso un coach (cocchiere) che indirizza un campione, in questo caso il cavallo.
Questi termini derivano tutti dalla tradizione della carrozzeria trainata da cavalli.

## Caratteristiche
Si tratta di una berlina, a due porte anziché quattro. Ciò portava diverse persone ad identificare tale configurazione al pari di una coupé; in realtà quest'ultima presuppone anche un padiglione più inclinato, che accentua la sportività del profilo, un esempio di carrozzeria coach è la Bugatti Tipo 57 Coach Ventoux (2 porte, quattro finestrini e accesso ai sedili posteriori tramite panca ribaltabile), mentre la Bugatti Tipo 57 Coupé Atlantic è una coupé (due porte due finestrini e due posti).
Questa forma di carrozzeria, abbastanza in uso fino alla fine degli anni '30, dopo la guerra fu invece utilizzata molto più raramente, fino a che, intorno alla metà del secolo, smise di essere utilizzata.
Il termine coach tornò ad essere utilizzato a metà degli anni '90 con l'ingresso della Renault Mégane Coach, che però era di fatto una vera e propria coupé dalla linea sportiva. Ciò dimostra come anche negli ultimi anni ci sia ancora confusione tra l'una e l'altra carrozzeria.